# Classic Tankstellen

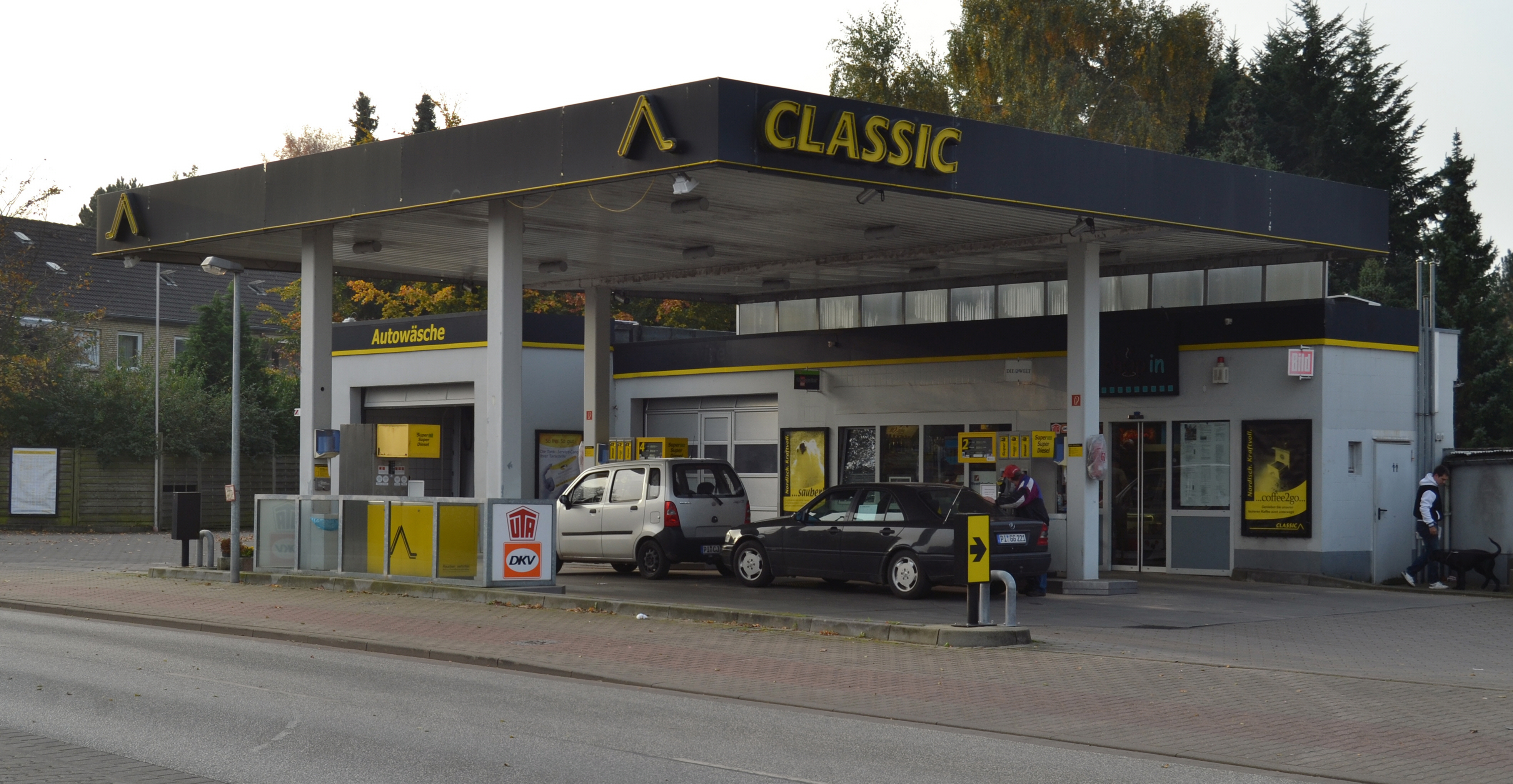
Classic Tankstelle in Uetersen

Classic Tankstellen ist der Markenname für ein Tankstellennetz der Christian Lühmann GmbH, mit Sitz im niedersächsischen Hoya. Über die Marke Classic werden an über 200 Standorten Tankstellen betrieben und Schmierstoffe vertrieben.

## Tankstellen
Die Tankstellen befinden sich überwiegend in Norddeutschland im Gebiet vom Norden Schleswig-Holsteins bis in die Ballungszentren Osnabrück und Hannover. Mittlerweile gibt es aber auch Classic Tankstellen in Sachsen-Anhalt, Nordrhein-Westfalen, Hessen, Rheinland-Pfalz, Bayern, Baden-Württemberg und Thüringen.

## Schmierstoffe
Das Sortiment der hauseigenen Schmierstoffe umfasst die Marken Classic, Fuchs, Petro Canada, Total und Glysantin. Das Produktprogramm umfasst Motorenöle und Motorradschmierstoffe, aber auch Getriebe- und Hydrauliköle, sowie viele weitere handelsübliche Schmierstoffe.

## Unternehmen

### Firmengeschichte
Fritz Lühmann gründete 1882 eine Handlung für den landwirtschaftlichen Bedarf, den sein Sohn Christian als Christian Lühmann GmbH & Co. KG eintragen ließ. 1925 übernahm Fritz Lühmann, der Sohn von Christian, das Geschäft und konzentrierte sich  auf den Vertrieb mit Schmierstoffen. Der Urenkel des Firmengründers Hans Lühmann erweiterte das Geschäft um eine Kundenbetreuung und den Aufbau eines Tankstellennetzes und legte damit den Grundstein des heutigen Unternehmens.
Birgit Lühmann, die Tochter von Hans, trat 1983 zur Unterstützung ihres Vaters in das Unternehmen ein und rief die Marke Classic ins Leben. Zu ihrer Zeit im Unternehmen begann auch eine Kooperation mit dem Bernburger Mineralölvertrieb, der heute eine 100%ige Tochterfirma des Unternehmens ist. Fritz Lühmann, der Bruder von Birgit Lühmann, wurde 1993 ins Unternehmen geholt. 2010 trat der Schwiegersohn von Fritz Lühmann,  Lorenz Kiene, dem Unternehmen bei. 2013 erweiterte die Firma das Geschäft um den Bereich Logistik mit der 50%igen Tochtergesellschaft Schmierstoff Logistik Nord (SLN).

### Struktur
Die Christian Lühmann GmbH fungiert seit 1. Januar 2011 als Holding und Dienstleister für die operativen Firmen. Für den Betrieb der Classic-Tankstellen ist die Firma Classic Tankstellen GmbH & Co. KG zuständig. Für den Vertrieb der Schmierstoffe die CLASSIC Schmierstoff GmbH & Co. KG. Seit 2002 betreibt die Lühmann Tankstellen Betriebs GmbH & Co. KG mehrere Tankstellen direkt als Pächter der Tankstellen KG. Die 2006 als 50%ige Tochterfirma der Schmierstoff KG gegründete SLN-Schmierstoff Logistik Nord GmbH & Co. KG hat den Betrieb 2013 für den Einkauf, die Lagerung, die Abfüllung und die Logistik für Schmierstoffe und andere Produkte aufgenommen. Mittlerweile gehört sie zu 100 % der Schmierstoff KG.
Außerdem bietet die Christian Lühmann GmbH über die Bernburger Mineralölvertrieb Lühmann GmbH & Co. KG (BMV) für private und gewerbliche Verbraucher Strom und Erdgas an und hält am 1958 gegründeten Autohaus Grünhagen GmbH & Co. KG eine Mehrheitsbeteiligung.

### Sponsoring
Seit 2015 sponsert Classic sowohl Teams als auch einzelne Rennfahrer aus dem Motorsportbereich. Dazu zählen das Motocross-Team CLASSIC OIL/SHR Motorsports aus Heemsen, den Kartracing-Fahrer Leon Oldewage aus Drebber, das Stockcar-Team Outsiders aus Martfeld, das Rallye-Team Rathkamp/Knacker und den Speedway-Fahrer Niels Oliver Wessel.